# جیم دی
جیم دی (انگلیسی: Jim Day؛ زادهٔ ۷ ژوئیهٔ ۱۹۴۶) سوارکار اهل کانادا بود.
از افتخارات وی میتوان به کسب مدال طلا پرش تیمی سوارکاری در بازی‌های المپیک تابستانی ۱۹۶۸ اشاره کرد.